# Municipio de Súchil
El municipio de Súchil es uno de los 39 municipios en que se divide para su régimen interior el estado mexicano de Durango, localizado al sureste del estado y limítrofe con Zacatecas, la cabecera municipal es el pueblo de Súchil.

## Geografía
Súchil se encuentra ubicado en la región del sureste del Durango, sus límites son al norte con el municipio de Vicente Guerrero y con el municipio de Nombre de Dios, y al oeste y al sur con el municipio de Mezquital, al este y sureste limita con los municipios zacatecanos de Sombrerete, Chalchihuites y Jiménez del Teúl.
La extensión territorial de Súchil es de 822.9 km².

### Orografía e hidrografía
Súchil es un municipio montañoso, la principal cadena montañosa es la Sierra Michis, un ramal de la Sierra Madre Occidental que recorre el municipio en sentido norte-sur señalando el límite con el estado de Zacatecas, las principales elevaciones del municipio son el Cerro del Jacal, el Cerro de la Gallina y el Cerro El Papantón.
La principal corriente fluvial del municipio es el río Graceros, que nace en la Sierra Michis y se dirige hacia el norte, además proveniente de Zacatecas se tiene al río Súchil, del cual es tributario el Arroyo Chalchihuites; el extremo sur del territorio municipal pertenece a la Cuenca del río Huaynamota y a la Región hidrológica Lerma-Santiago, mientras que todo el resto del territorio es parte de la Cuenca del río San Pedro y de la Región hidrológica Presidio-San Pedro.

### Clima y ecosistemas
La zona norte de Súchil tiene un clima Semiseco templado, mientras que en el resto del municipio el clima que se registra está clasificado como Templado subhúmedo con lluvias en verano; de la misma manera, la temperatura media anual que se registra en la zona norte va de los 16 a los 18 °C y en el territorio restante es de 12 a 16 °C; finalmente, la precipitación pluvial promedio de la zona norte es de 500 a 600 mm y todo el municipio restante de 600 a 700 mm.
Prácticamente todo el municipio se encuentra cubierto por bosques, a excepción de su extremo noreste en que el territorio se encuentra dedicado a la agricultura, las principales especies que se encuentra en el bosque son el pino y el encino. Para proteger y preservar esta importante zona boscosa, el extremo sur del municipio es parte de la Reserva de la biosfera de La Michilía, que se extiende hacia el vecino Municipio de Mezquital.
Las principales especies animales que se pueden encontrar en el municipio de Súchil son coyote, conejo, ardilla, zorrillo, patos salvajes, algunas especies de aves menores y en la Reserva de la biosfera lobo, venado y jabalí.

## Demografía
Súchil es un municipio de baja población, según los resultados del Conteo de Población y Vivienda de 2005 realizado por el Instituto Nacional de Estadística y Geografía, la población del municipio asciende a 6928 habitantes, siendo de estos 3314 hombres y 3614 mujeres.

### Localidades
En el censo de 2020 el municipio de Súchil contaba con 33 localidades.
| Código INEGI      | Localidad         | Población (2020) |
| ----------------- | ----------------- | ---------------- |
| 100330001         | Súchil            | 4 071            |
| Otras localidades | Otras localidades | 2 846            |
| Total municipal   | Total municipal   | 6 917            |

## Política
El municipio de Súchil fue fundado en el año de 1555, perteneciento al entonces Partido de Nombre de Dios, su cabecera municipal original fue como hoy, el pueblo de Súchil, sin embargo en 1923 el Congreso de Durango resolvió la traslación de la cabecera a la población de Vicente Guerrero, que por ser estación del ferrocarril y paso de la Carretera Federal 45, se había convertido en la localidad más importante y poblada del municipio; en 1952 se decretó que Vicente Guerrero fuera cabecera de un nuevo municipio, el de el mismo nombre, cuyo territorio fue segregado del de Súchil, con esto la cabecera municipal del municipio regresó a la antigua población de Súchil permaneciendo de esta manera hasta la actualidad.
Como en todos los municipios de México, el gobierno le corresponde al Ayuntamiento, que está integrado por el presidente municipal, el Síndico Municipal y un cabildo formado por siete regidores, todos son electos mediante una planilla para un periodo de tres años que comienza el día 1 de septiembre del año de su elección, y no puede ser renovado para el periodo inmediato, pero si de manera no continua.

### Subdivisión administrativa
El municipio se divide en siete jefaturas de cuartel en ubicadas en las poblaciones de Alejandro, San Miguel de la Michilía, La Soledad, Emiliano Zapata, San Juan de Michis, Luis Echeverría y Santa Cruz.

### Representación legislativa
Para la elección de Diputados locales al Congreso de Durango y Diputados federales a la Cámara de Diputados de México, el municipio de Suchil se encuentra integrado en los siguientes distritos electorales:
Local:
- XV Distrito Electoral Local de Durango con cabecera en Nombre de Dios.[13]

Federal:
- I Distrito Electoral Federal de Durango con cabecera en la ciudad de Victoria de Durango.[14]

### Presidentes municipales
- (1959-1962): Dr. Rodrigo Flores Hernández
- (1962-1965): Edmundo Corrales
- (1965-1968): Tereso García del Billar
- (1968-1971): Dr. Rodrigo Flores Hernández
- (1971): José Juárez Delgado
- (1971-1974): Miguel Alarcón Castruita
- (1977-1980): Prof. Samuel SerratoA.
- (1980-1983): Amalio Esquível
- (1983-1986): Dagoberto Acosta Castañeda
- (1986-1989): Raymundo Flores Castañeda
- (1989-1992): Prof. Jaime Sarmiento Michaca
- (1992-1995): Hortensia Corres Petrarca
- (1995-1998): Prof. Jaime Sarmiento Michaca
- (1998-2001): Jorge Páez Galván
- (2001-2004): Prof. Pedro Gavino Galván Corral
- (2004-2007): Mario Orona Pérez
- (2007): Hermelinda Alvarado B.
- (2007): Eloísa Domínguez
- (2007-2010): Francisco Mora Hernández
- (2010-2013): Guillermo Hernández Dávalos
- (2013-2016): Cinthia Guadalupe Mier Gómez
- (2016-2019): Jaime Sarmiento Michaca
- (2019-2022): Abel Santoyo Salas